# Olek Świerkot
Olek Świerkot, właśc. Aleksander Świerkot (ur. 10 listopada 1983 w Mysłowicach) – polski gitarzysta, kompozytor i producent muzyczny pochodzący z Mysłowic, a obecnie mieszkający w Warszawie; członek zespołów Twisterella, Ladislav i Miss Polski.
Grał w zespołach lub produkował płyty takich wykonawców jak m.in.: Ania Dąbrowska, Dawid Podsiadło, Kaśka Sochacka, Kortez, Marcin Rozynek, Myslovitz. Był również dyrektorem trasy koncertowej grupy Pustki. Jest jednym z oryginalnych wykonawców przebojowego Początku, hymnu Męskiego Grania 2018, nagrodzonego dwoma Fryderykami 2019.